# CD18
整联蛋白β-2（英語：Integrin beta-2，CD18）是一个由人类基因 ITGB2 编码的蛋白质，是整联蛋白的一种β亚基。
能与下列四种整联蛋白α亚基搭配形成四种整联蛋白：
- 淋巴球功能性抗原1，LFA-1 (搭配 CD11a)
- 巨噬细胞抗原的1 (搭配 CD11b)
- 整联蛋白αXβ2 (搭配 CD11c)
- 整联蛋白αDβ2 (搭配 CD11d)

## 相互作用
CD18已经与下列蛋白质进行交互作用 ：
- FHL2[6]
- GNB2L1[7]
- ICAM-1[8][9][10]
- PSCD1[11][12]